# الكنيسة الإنجيلية المشيخية

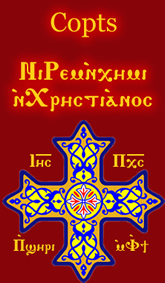

الكنيسة الإنجيلية المشيخية بمصر تستمد اسمها من اعتمادها الأساسي والوحيد على الإنجيل، كلمة الله المقدسة، ومن نظامها الذي يعتمد على مجلس الشيوخ في إدارة شؤونها.

## الجذور التاريخية
تعود الجذور التاريخية لوجود هذه الكنيسة إلى فجر المسيحية، حيث أُطلق الرسل الأوائل لفظة «إنجيلي» فالبشير متى، يُطلق عليه لقب «متى الإنجيلي»، والبشير يوحنا[ ؟ ] يُطلق عليه يوحنا الإنجيلي. الخ، فالإنجيليون هم الذين بُشروا بالإنجيل "المسيح"، وقبلوه وتمتعوا بخلاصه، وعاشوا حياتهم وفقاً لمبادئه، وهكذا أيضاً بعدما بُشروا هم بالإنجيل وتمتعوا به ذهبوا يخبرون العالم عن هذا الإنجيل، وبعدما انتشرت رسالة الإنجيل بواسطة الإنجيليون إلى أرجاء العالم المختلفة، تعددت وتنوعت المسميات التي أُطلقت على هؤلاء الإنجيليين.

## المسيحية في مصر
وصلت الرسالة المسيحية إلى مصر في خمسينيات القرن الأول الميلادي، عن طريق أولئك الذين كُتب عنهم أنهم حضروا يوم عيد الخمسين في أورشليم، بعد قيامة السيد المسيح، ورؤوا حلول الروح القدس، حيث كان من بين أولئك بعض من المصريين كما يذكر سفر أعمال الرسل (أعمال 2: 9)، كما يعتقد البعض أن الرسالة المسيحية وصلت إلى مصر عن طريق أبولس الإسكندرى المذكور في سفر أعمال الرسل (أعمال 18: 24- 27) وربما عن طريق سمعان القانوى أو «العزيز» ثاوفيلس، كما يعتقد البعض أن الرسالة المسيحية وصلت إلى مصر عن طريق القديس مرقس الرسولي وأحد السبعين رسولاً (لوقا10: 1)، ومما هو معروف أن السيد المسيح قد زار مصر طفلاً هو أسرته فيما عُرف بزيارة العائلة المقدسة إلى مصر.
استمرت رسالة الكنيسة المسيحية في مصر والعالم طوال القرون المتعددة، ومع نشوب الخلافات اللاهوتية بين الكنيسة في الشرق والكنيسة في الغرب والانقسامات التي سادت في القرون الوسطى، وبدايات حركات الإصلاح، التي كُللت بالنجاح على يد المصلح الإنجيلي مارتن لوثر، وبدأت مرة أخرى عودة الكنيسة إلى التمسك بتعاليم الإنجيل.

## الفكر الإنجيلي يعود إلى مصر وتأسيس الكنيسة الإنجيلية في مصر
ومع عودة انتشار الحركة الإنجيلية مرة أخرى في كل العالم، وصل الفكر الإنجيلي إلى مصر في نهايات القرن التاسع عشر، وقد صدر الفرمان الهمايوني في ديسمبر 1850م، باعتبار الإنجيليين الوطنيين طائفة قائمة بذاتها إلى جوار الطائفة الأرثوذكسية[ ؟ ] والطائفة الكاثوليكية، ومنذ ذلك التاريخ وحتى الآن تسخدم التسمية الإنجيليون على الكنيسة الإنجيلية على اختلاف مذاهبها، تأكيداً على أن هذه الكنيسة تعتمد على قبولها بشارة الإنجيل وكرازتها بالإنجيل وحياتها حياة الإنجيل، وتعاليمها التي ترتبط بالإنجيل.

### النظام المشيخي
وتعتمد الكنيسة الإنجيلية، في نظام إداراتها على النظام المشيخي، وهو نظام ديمقراطي مستمدًا من الكتاب المقدس بعهديه القديم والجديد، وفيه تتكون الكنيسة من أعضاء ولكل عضو عمل معين بحسب ما أخذ من مواهب الروح القدس، وعلى كل عضو أن يستخدم مواهبه بأمانة متعاوناً مع غيره من الأعضاء ليكون جسد المسيح مؤدياً رسالته على أكمل وجه.

### مجلس الكنيسة
النظام الديمقراطي يُعطي لأعضاء الكنيسة حق انتخاب مجلسًا لها من الشيوخ والشمامسة ينوب عن الكنيسة في إجراء أعمالها والنظر في مصالحها والسؤال عن طهارتها وخيرها، ولهذا المجلس حق انتخاب أو انتداب أحد أعضائه من الشيوخ ليمثل الكنيسة مع قسيسها أمام المجمع، وبهذا يكون المجلس مسؤولاً أمام الله والكنيسة والمجمع المشيخي.

### المجمع
والمجمع في النظام المشيخي يتكون من عدد من الكنائس المشيخية في منطقة جغرافية محددة، والمجمع هو الهيئة التي تلي المجلس، وتعلوه في الدرجة، ويتألف المجمع من الرعاة وسائر القسوس في إقليم معين ومن شيخ منتدب عن كل مجلس كنيسة.
ومن أهم اختصاصات المجمع إدارة شئون الكنائس الواقعة في دائرته، والسهر على الخدمة الروحية بهذه الكنائس، وتفقّدها وزيارتها وفحص حالتها، كذلك يتابع المجمع شئون خدامه من القسس، فهو من له الحق في فحص وقبول طلبة اللاهوت ورعايتهم، ومنح المرشحين منهم للخدمة التصريح بالخدمة في نطاق كنائسه، وهو الذي يقوم بإجراءات رسامة القسس أو إلغاء رسامتهم أو نقلهم، كما للمجمع الحق في أن يعزل الشيوخ والشمامسة من وظيفتهم متى رأى ذلك في صالح الخدمة، وللمجمع أن يقبل وينظر في المسائل التي تعرض عليه من الكنائس، وله أن يختار الوسائل التي تساعد في تقدم الحياة الروحية للكنائس التي في دائرته، وبالإجمال فإن المجمع يعمل جهده، ويبتكر الوسائل الفعالة لاتساع نطاق الكنيسة في دائرته وامتداد العمل في الكنيسة العامة، وينعقد المجمع انعقادات دورية للنظر في كل المسائل المطروحه أمامه من الكنائس ولخدمة الكنيسة.

### السنودس
أما السنودس فهو الهيئة الكنيسة التي تعلو المجمع مباشرة، لذلك فهو يعتبر المجمع الأعلى للكنيسة الإنجيلية المشيخية، ويتكون من جمع قسوس الكنيسة بالإضافة لشيخ منتدب عن كل مجلس من مجالس الكنيسة في نطاق السنودس. رئيس السنودس الحالي هو القس كمال رشدي، راعي الكنيسة الإنجيلية الثانية بالمنيا.
ويعمل السنودس على أن يوجه المجامع والكنائس لازدياد النهضة الروحية وامتداد ملكوت الله في العالم، ولهذا يمكنه أن ينظم دراسة مختلف الأعمال والبرامج التي تنهض الحياة الروحية والتعمق في الإيمان في الكنيسة العامة، وللسنودس الحق في الفصل في الأمور التي تمس معتقدات الكنيسة، فهو يراقب الضلالات التي قد تدخل إلى الكنيسة ويواجهها ويهاجمها ويعلن رأيه فيها بصراحة، ويوجه المجامع والكنائس بالنصح والإرشاد لتفادي مثل هذه الضلالات أو كل ما يعطل الإيمان الحي بالمسيح يسوع، كما يتضمن اختصاص عمل السنودس الإشراف على الأعمال العامة التي تخص المجامع، وتعين القسوس في خدمات وأعمال عامة في اختصاصه وتحت رعايته، وله الحق في الامتلاك والبيع والشراء وقبول الهبات والوصايا كهيئة اعتبارية تمثل الكنيسة الإنجيلية المشيخية عامة، وللسنودس القول في قانونية الإجراءات وتعديل الدستور وتفسيره، ولأن السنودس هيئة أعلى من المجامع فإن قرارته تمتع بسلطة أعلى من المجمع.
والنظام المشيخي يجعل من الأتقياء والمتقدمين في المعرفة والخبرة وكلاء تحت المسؤولية في إدارة أعمال الكنيسة المختلفة وتدبيرها بما يليق من الاعتناء والحكمة واللطف، بما ينهض بالكنيسة روحياً وإدارياً.
وتهتم الكنيسة الإنجيلية المشيخية بالوظائف الكنسية كما علمها الكتاب المقدس، وهناك ثلاث وظائف أساسية في الكنيسة الإنجيلية، وهي: وظيفة التعليم، ووظيفة الإدارة، ووظيفة الخدمة الدياكونية.
1) وظيفة التعلم: وللشخص الذي يشغلها عدة أسماء كتابية منها قسيس وأسقف، وشيخ، وناظر، وخادم، وراعٍ، ووكيل سرائر الله (أعمال 14: 23، 20: 17، 28، 1كورنثوس 4: 1، وفيلبي 1: 1، و1تيموثاوس 5: 1، 19، وتيطس 1: 5، ويعقوب 5: 14، و1بطرس 5: 1-5)، والخدمة المطلوبة منه هي أن يكرز ويعلم حق الإنجيل ويحث الخطاة على التوبة ويبني المؤمنين ويشجعهم على ممارسة الفضائل المسيحية، وأن يفسر الكتاب المقدس ويقاوم الضلال، كما عليه أن يعرف أحوال رعيته ويسهر عليها، ويشاركهم في أفراحهم وأحزانهم، بالإضافة لممارسة المعمودية والعشاء الرباني ويقوم بالخدمة المناسبة وقت إجرائهما.
2) وظيفة الإدارة: ويسمى القائمون عليها «شيوخاً مدبرين» و«المدبرين» و«قوات» (1تيموثاوس 5: 17، ورمية 12: 8، و1كورنثوس 12: 28)، ولهؤلاء الشيوخ أن يشاركوا القسوس في سياسة الكنيسة وأن يراقبوا أحوال الكنيسة الجسدية والروحية، ويفحصوا طالبي الانضمام إلى عضوية الكنيسة، وأن يجروا تأديبات الكنيسة عند الحاجة، ويحافظوا على طهارة الكنيسة باستمرار.
3) وظيفة الخدمة: ويدعى القائمون عليها شمامسة (1تيموثاوس 3: 8-13، وفيلبي 1: 1، وأعمال 6: 1-6)، وخدمة الشموسية ليست التعليم ولا الإدارة بل قبول عطايا الكنيسة وتوزيعها على الفقراء وعمل الخير وخدمة الكنيسة في أمور زمنية كوكلاء على أحوال الكنيسة الخارجية.
وأهم ما تؤمن به الكنيسة المشيخية هو الكتاب المقدس كلمة الله المعصومة من الخطأ، القانون الروحي للإيمان والأعمال والمرجع الأعلى ذو السلطة والحق الإلهي الروحي، كما تؤمن بالله الواحد الكائن في ثلاثة أقانيم، الآب والابن والروح القدس، وأن هؤلاء الأقانيم جوهر واحد متساوون في القوة والمجد، وأن الله أعلن عن ذاته في كل من الطبيعة والتاريخ، كما تكلم عن طريق أناس الله المسوقين بالروح القدس، وأنه في ملء الزمان أعلن الله عن ذاته إعلاناً تاماً في يسوع المسيح الكلمة المتجسد، كما تؤمن بأن الإنسان في حاجة للخلاص والفداء الذي أتمه المسيح، وكل الذين يقبلون الخلاص يولدون ولادة جديدة، ويصيرون ورثة للحياة الأبدية، هؤلاء يكونون شعب الله الذين اختارهم بحسب مسرة مشيئته قبل تأسيس العالم، وهم مضمونون ضمانة أبدية بسبب اتحادهم بالمسيح وصيرورتهم أعضاء في جسده السري أي الكنيسة.

## العبادة في الكنيسة الإنجيلية المشيخية
وعن العبادة ترى الكنيسة الإنجيلية المشيخية أن عبادة الله ضرورية للحياة المسيحية وللنمو في النعمة فيجب أن تمارس العبادة باهتمام ومواظبة، وتربى روح العبادة بواسطة كلمة الله ودرس الكتاب، وتعتمد العبادة الإنجيلية على ثلاثة أنواع هي العبادة الجمهورية وفيها يشترك كل أعضاء الكنيسة معاً في عبادة الله، والعبادة العائلية وفيها تجتمع الأسرة معاً لعبادة الله، والعبادة الفردية حيث يختلي الإنسان منفرداً متعبداً وعابداً الله، وتشتمل العبادة على التسبيح وقراءة الكتاب المقدس والاستماع لكلمة الله والصلاة، هذا بجانب الخدمات الأخرى كخدمة الزواج ودفن الموتى، وخدمات الصلاة والأنشطة الروحية المختلفة.

## مجامع الكنيسة الإنجيلية المشيخية
مجامع الكنيسة الإنجيلية المشيخية
- مجمع القاهرة (القاهرة - الجيزة) - 74 كنيسة
- مجمع الدلتا (الإسكندرية - الدقهلية - المنوفية - البحيرة - الغربية) - 51 كنيسة
- مجمع الوسطي (الفيوم - بني سويف - المنيا) - 27 كنيسة
- مجمع المنيا - 52 كنيسة
- مجمع ملوي (اسيوط - المنيا) - 63 كنيسة
- مجمع اسيوط - 38 كنيسة
- مجمع سوهاج - 16 كنيسة
- مجمع عليا (قنا - الأقصر - أسوان - البحر الأحمر) - 17 كنيسة